# Athetis externa
Athetis externa là một loài bướm đêm trong họ Noctuidae.